# Smokeless Tobacco

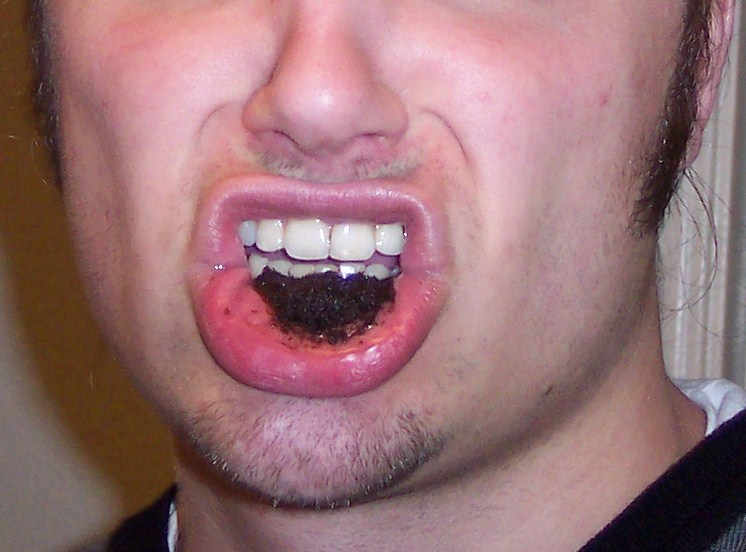

Smokeless Tobacco (auch Dipping Tobacco, Dip oder Moist Snuff genannt) ist die englischsprachige Bezeichnung für losen Tabak aus den USA; die Übersetzung in das Deutsche lautet Rauchloser Tabak. Es handelt sich um eine spezielle Art des Kautabaks. Sowohl der grobe (Long Cut) als auch der feine (Fine Cut) werden aus der Dose entnommen und zusammengedrückt zwischen Zahnfleisch und Unterlippe platziert. Das Nikotin wird hierbei über die Mundschleimhaut aufgenommen. Durch den Speichelfluss vermischt sich der Tabak mit dem Speichel, wodurch Tabaksaft entsteht. Dieser wird in der Regel ausgespuckt (insbesondere nachdem die Wirkung des Tabaks nachgelassen hat).
Bekannte Marken:
- Skoal
- Timberwolf
- Kodiak
- Longhorn
- Cougar
- Rooster
- Copenhagen
- Sequioa
- Silver Creek
- Husky
- Kayak
- Grizzly
- Red Seal
- Redwood
- Renegades
- Cooper
- Red Man
- Stoker’s

Der größte Hersteller ist U.S. Smokeless (Skoal, Copenhagen, Rooster, Husky). Weitere bekannte Hersteller sind Conwood (Kodiak, Grizzly) und Pinkerton Tobacco (Timberwolf, Longhorn).
Smokeless Tobacco wird mit verschiedensten Krebsarten wie Mundhöhlenkrebs, Lippenkrebs und Zungenkrebs in Verbindung gebracht.
Die Nitrosaminwerte der einzelnen Sorten variieren deutlich, die Marke „Silver Creek“ hat den höchsten Nitrosaminwert.
Der Durchschnitts-Nitrosaminwert liegt bei ca. 12 ppm, was etwa einer Marlboro Full-Flavor Zigarette entspricht.
Laut einer Studie der kanadischen University of Alberta ist jedoch der Gebrauch von Smokeless Tobacco maximal ein verschwindend geringer Faktor für das Entstehen des vermeintlich naheliegenden Mundhöhlenkrebses und nicht dessen Auslöser. Zudem seien diese Produkte weitaus weniger schädlich als Zigarettenrauch.
Diese Art des Tabakkonsums ist besonders bei Baseball- und Eishockeyspielern in den USA verbreitet.
Auch in der Western- und Rodeoszene ist Smokeless Tobacco sehr beliebt. So tritt U.S. Smokeless auch oft als Hauptsponsor bei Bull-Riding-Wettbewerben auf und hat auch einzelne Cowboys als Werbepartner unter Vertrag bzw. sponsoren diese.
Unter den Cowboys und Bullridern ist die Marke Copenhagen am stärksten vertreten, dementsprechend zielt auch die Werbung auf diesen Kundenkreis (Werbespruch: Some men never compromise - They cope).